# 전자 회절
전자 회절(電子回折, 영어: Electron diffraction)은 발사된 전자빔이 회절무늬를 만드는 현상을 말한다.
입자-파동 이중성에 의해 전자는 파동의 성질을 갖는다. 때문에 전자를 음파나 수면파처럼 간주할 수 있고 이 현상은 주로 고체 물리나 화학에서 고체의 결정 구조를 연구하는데 이용된다.

## 전자의 파장
전자의 파장은 드브로이 방정식에 의해 주어진다.
{\displaystyle \lambda ={\frac {h}{p}}}
{\displaystyle h}는 플랑크 상수이고 {\displaystyle p}는 전자의 운동량이다. 전자는 전압 {\displaystyle U} 에 의해 속도 {\displaystyle v}로 가속된다.
{\displaystyle v={\sqrt {\frac {2eU}{m_{0}}}}}
{\displaystyle m_{0}}는 전자의 정지 질량이고 {\displaystyle e}는 전자의 전하량이다.
전자의 파장은 다음과 같이 주어진다.
{\displaystyle \lambda ={\frac {h}{p}}={\frac {h}{m_{0}v}}={\frac {h}{\sqrt {2m_{0}eU}}}}
전자의 속도가 크다면, 상대론적인 효과를 무시할 수 없게 되고 전자의 파장은 다음과 같이 주어진다.
{\displaystyle \lambda ={\frac {h}{\sqrt {2m_{0}eU}}}{\frac {1}{\sqrt {1+{\frac {eU}{2m_{0}c^{2}}}}}}}
{\displaystyle c}는 빛의 속도이다.

## 같이 보기
- X선 회절